# Помаранчевий карлик
Помаранчевий карлик або зоря головної послідовності класу K — це зоря головної послідовності (спалює водень) спектрального класу K та V класу світності. Ці зорі перебувають посередині між червоними карликами (зорі спектрального класу M головної послідовності) та жовтими карликами (зорі спектрального класу G головної послідовності). Вони мають масу від 0,6 до 0,9 мас Сонця та температури поверхні між 3 900 та 5 200 K., Tables VII, VIII.
Найвідомішими прикладами помаранчевих карликів є Альфа Центавра B (спектральний клас K1 V) та Епсилон Індіанця.
Помаранчеві карлики є предметом особливого інтересу при пошуку позаземного життя, оскільки вони є стабільними на головній послідовності дуже тривалий час (15-30 мільярдів років, у порівнянні з 10 мільярдами для Сонця). Це може дати можливість розвинутись життю на планетах земної групи, що обертаються довкола таких зірок. Вони також приблизно в три-чотири рази більш поширені ніж схожі на Сонце зорі, що полегшує пошук планет.

## Спектрально стандартні зорі
Уточнена система Йеркського Атласа (Johnson & Morgan 1953) містила 12 спектрально стандартних карликів класу K, одна не всі вони до нашого часу лишились в стандартних.
«Якірними точками» системи MK класифікації серед зірок головної послідовності класу K, тобто тими, що з роками не змінились, є Епсилон Ерідана (K2 V) та 61 Лебедя A (K5 V). Інші первинні стандартні зорі цієї класифікації:
- 70 Змієносця A (K0 V),
- 107 Риб (K1 V),
- HD 219134 (K3 V),
- TW Південної Риби (Фомальгаут B) (K4 V),
- HD 120467 (K6 V),
- 61 Лебедя B (K7 V).[7]

Засновуючись на принципі, викладеному у деяких посиланнях (напр. Johnson & Morgan 1953, Keenan & McNeil 1989), багато авторів вважають перехід між спектральними класами K7 V та M0 V однією сходинкою, тому в літературі рідко можна побачити класифікацію K8 чи K9. Однак нещодавно зорі HIP 111288 (K8V) та HIP 3261 (K9V) були запропоновані як спектрально стандартні зірки.

## Планети
Найближчі до Сонця помаранчеві карлики, які мають планети: Альфа Центавра B, Епсилон Ерідана, HD 192310, HD 13445 та 54 Риб.